# Liste der Bambi-Preisträger
In dieser Liste werden alle Preisträger des Medienpreises Bambi aufgeführt.

## A
- Aberle, Elke (1965)
- Abich, Hans (1950, 1951)
- Adams, Bryan (1998, 2024)
- Adjani, Isabelle (1978)
- Adorf, Mario (1978, 2006, 2016)
- Prinzessin Aga Khan, Yasmin (1986)
- Alberth, Frieder (2004)
- Aldag, Rolf (1997)
- Alexander, Peter (1970, 1971, 1972, 1973, 1974, 1977, 1978, 1987, 1990, 1996)
- Ali, Muhammad (2003)
- Almsick, Franziska van (1992, 2002)
- Al-Sultan, Faris (2005)
- Alt, Franz (1978)
- Alter, Daniel (2012)
- Amstrup, Steven (2012)
- Anastacia (2002)
- Angerer, Peter (1984)
- Appen, Mario von (1992)
- ARD-Magazin Brisant (Ines Krüger, Axel Bulthaupt, Griseldis Wenner) (2000)[2]
- ARD-Magazin Brisant (2013)
- ARD-Ratgeber-Redaktion (1973)
- Armani, Giorgio (1998, 2009)
- Arthur, Beatrice (1992)
- Averty, Jean-Christophe (1969)
- Ayliva, Elif Akar (2023)

## B
- Baal, Karin (1961)
- Baccara (1978)
- Bach, Patrick (1982, 1994)
- Bachrach, Gil (1992)
- Baez, Joan (1978, 1979, 1996)
- Balder, Hugo Egon (1994)
- Balkenhol, Klaus (1992)
- Ballack, Michael (2005)
- Ballhaus, Michael (2009)
- Balkenhorst, Ernst (1961)
- Balzerová, Eliška (1982)
- Bardot, Brigitte (1967)
- Kinderhospiz Bärenherz (2008)
- Barker, Lex (1966, 1967)
- Barschel, Uwe (1986)
- Barth, Kevin (2006)
- Bartoli, Cecilia (2002)
- Bauer, Gabi (1998)
- Baumeister, Wolfgang (1999)
- Felix Baumgartner, (2012)
- Bausch, Pina (1998)
- Bayrhammer, Gustl (1990)
- Beauvais, Peter (1968)
- Beckenbauer, Franz (1986, 1990, 1995, 2000, 2005)
- Becker, Andreas (1992)
- Becker, Boris (1985)
- Beckham, Victoria (2013)
- Beck, Rufus (1994)
- Bee Gees (1997)
- Beer, Paula (2018)
- Beerbaum, Ludger (1992)
- Belafonte, Shari (1985)
- Bendt, Helmuth (1976)
- Bendzko, Tim (2011)
- Benkhoff, Fita (1967)
- Berben, Iris (1990, 2002)
- Berg, Andrea (2013)
- Berger, Senta (1968, 1990, 1999, 2023)
- Berghoff, Dagmar (1980, 1990)
- Bergman, Ingmar (1977)
- Bergman, Ingrid (1951, 1952, 1953, 1954)
- Bernstein, Leonard (1986)
- Berry, Halle (2002)
- Bieber, Justin (2011)
- Biolek, Alfred (1994)
- Birgel, Willy (1961)
- Blatter, Sepp (2005)
- Blech, Hans Christian (1979)
- Blocker, Dan (1969)
- Bluhm, Kay (1992)
- Bocelli, Andrea (1997)
- Bogner, Willy junior (1985)
- Bohlen, Dieter (2003)
- Böhm, Karlheinz (1984, 1990)
- Bokel, Radost (1986)
- Boll, Timo (2005)
- Bon Jovi (2007)
- Bond, Peter (1991)
- Boning, Wigald (1994, 1995)
- Bornholmer Straße (2014)
- Boron, Kathrin (1992)
- Borrmann, Elmar (1992)
- Borsche, Dieter (1951, 1952)
- Brandauer, Klaus Maria (1983, 2003)
- Brandt, Matthias (2011)
- Brederlow, Rolf „Bobby“ (1999)
- Breloer, Heinrich (1997)
- Brem, Beppo (1970)
- Brice, Pierre (1964, 1967, 1968, 1987, 1990)
- Brink, Julius (2012)
- Bro’Sis (2002)
- Brühl, Daniel (2003)
- Bruhn, Kirsten (2012)
- Bruhn, Stefan (2011)
- Bubis, Ignatz (1994)
- Buchholz, Horst (1956, 1957)
- Buck, Detlev (1996)
- Bullmann, Maik (1992)
- Bullock, Sandra (2000)
- Bülow, Vicco von (1988, 1993)
- Burgh, Chris de (1989)
- Burton, Richard (1968)
- Bury, István (1992)
- Bushido (2011)
- Busse, Jochen (1998)

## C
- Caballé, Montserrat (1998)
- Carey, Mariah (2005)
- Carrell, Rudi (1970, 1975, 1979, 1980, 1998)
- Carreras, José (1993)
- Casta, Laetitia (1999)
- Catterfeld, Yvonne (2003)
- Cavalli, Roberto (2006)
- Ceylan, Bülent (2016)
- Cher (2001)
- Christen, Ilona (1990)
- Christiansen, Sabine (1990, 2001)
- Christo und Jeanne-Claude (1995)
- Cirque du Soleil (1997)
- Clinton, Bill (2005)
- Coelho, Paulo (2001)
- Connery, Sean (1985)
- Connor, Sarah (2019)
- Conrad, William (1975)
- Copperfield, David (1993)
- Costner, Kevin (2024)
- Cousteau, Jacques-Yves (1970, 1992)
- Cretu, Michael (1994)
- Cristal, Linda (1970)
- Cro (2012)
- Cruise, Tom (2007)
- Curtis, Tony (1958, 1973)
- Cyrus, Miley (2013)
- Czichon, Sybille (1998)

## D
- Das Haus in Montevideo, (1952), Kinofilm von Curt Goetz
- Dagover, Lil (1964)
- Dankert, Dirk „Matrose“ (1997)
- Darrow, Henry (1970)
- David, Shirin (2024)
- Delon, Alain (1987)
- Deneuve, Catherine (1976, 2001)
- Der Mann mit dem Fagott, Fernsehfilm – Publikumspreis (2011)
- „Der 7. Sinn“-Redaktion, ARD (1972)
- Deterding, Riko (Dt. Bundeswehr) (2005)
- Detmers, Maruschka (1985)
- Deutsche Fußballnationalmannschaft der Frauen (2003, 2007)
- Deutsche Fußballnationalmannschaft (1986, 1996)
- Diaz, Mercedes Jadea für Wickie und die starken Männer (2009)
- Die Flucht, zweiteiliger Fernsehfilm – Publikumspreis (2007)
- Dickmann, Barbara (1981)
- „Dido“ – Dido Armstrong (2003)
- Dietl, Helmut (1987, 1992, 2014)
- Đinđić, Zoran (2000)
- Dion, Céline (1996, 1999, 2012)
- Direkt-Jugendmagazin-Redaktion, ZDF (1979)
- Disl, Uschi (2005)
- Ditfurth, Hoimar von (1972)
- Dittert, Bernd (1992)
- Dittrich, Olli (1994, 1995)
- Domingo, Plácido (1985, 2008)
- Domnick, Ottomar (1957)
- Dörrer, Stefanie (2006)
- Dörrie, Doris (1986)
- Douglas, Michael (1976)
- Drechsler, Heike (1998)
- Dschinghis Khan (1980)
- Duffy, Patrick (1987)
- du Mont, Sky (2004)

## E
- Europa (2019)
- Echt (2000)
- Pater Ehlen, Bernhard (1998)
- Eichinger, Bernd (1984, 1986, 2006)
- Eidinger, Lars (2024)
- Elsner, Hannelore (2002)
- Elstner, Frank (1981, 2019)
- Emmerlich, Gunther (1990)
- Emmerich, Roland (2009)
- Engelbrecht, Erika von „Mosaik“ (1974)
- Engelke, Anke (1999)
- Erickson, Leif (1970)
- Er ist wieder da, Kinofilm (2016)
- Everding, August (1988)

## F
- Fack ju Göhte, Kinofilm (2014)
- Falco (1986)
- Falk, Peter (1976, 1993)
- Faltermeyer, Harold (1987)
- Die Fantastischen Vier (2014)
- Feldbusch, Verona (2001)
- Felisiak, Robert (1992)
- Felix, Paola und Kurt (1990)
- Felix, Kurt (2003)
- Felmy, Hansjörg (1958, 1959, 1977)
- Ferch, Heino (2003)
- Ferres, Veronica (1992, 2005)
- Feuerstein, Herbert (1994)
- Fiedler, Jens (1992)
- Finger, Eva (1999)
- Fischer, Carsten (1992)
- Fischer, Helene (2013, 2014, 2017)
- Fischer, Helmut (1987, 1990)
- Fischer, Otto Wilhelm (1953, 1954, 1955, 1958, 1959, 1960, 1961, 1987, 1990, 1992)
- Fisser, Christoph (1992)
- Fitz, Florian David (2010)
- Flickenschildt, Elisabeth (1967)
- Fliege, Jürgen (1996)
- Flynn, Errol (1951)
- Folkerts, Ulrike (2002)
- Fools Garden (1996)
- Ford, Harrison (1997)
- Forster, Rudolf (1963)
- Frantz, Justus (1986)
- Papst Franziskus (2016)
- Frentzen, Heinz-Harald (1999)
- Fried, Amelie (1998)
- Fried, Volker (1992)
- Friedl, Loni von (1962)
- Friedländer, Margot (2024)
- Friedrichs, Hanns Joachim (1991)
- Fritsch, Thomas (1963)
- Fritsch, Willy (1965)
- Fröbe, Gert (1967, 1968)
- Obergefreiter Frost, Marco (1997)
- Fuchsberger, Gundula (2012)
- Fuchsberger, Joachim (1970, 1982, 2012)
- Fulst, Guido (1992)
- Francis Fulton-Smith (2014)
- Funke, Cornelia (2008)

## G
- Gabalier, Andreas (2012)
- Gale, Robert (1986)
- Ganz, Bruno (2004)
- Garner, James (1977)
- Garrett, David (2013)
- Gates, Bill und Melinda (2013)
- Gauck, Joachim (2017)
- Gaultier, Jean Paul (1999)
- Genscher, Hans-Dietrich (1977, 2010)
- George, Götz (1962, 1984, 1992)
- Gerlach, Peter (1981)
- Gerster, Petra (1999)
- Giesinger, Max (2019)
- Giller, Walter (2006)
- Giuliani, Rudolph (2001)
- Glas, Uschi (1969, 1990, 2019)
- Glemnitz, Reinhard (1970, 1971, 1972, 1975, 1990)
- Glöckner, Michael (1992)
- Godard, Jean-Luc (1968)
- Görgen, Peter (THW) (2005)
- Gossip (2010)
- Gottschalk, Thomas (1983, 1984, 1987, 2001, 2011, 2018)
- Graf, Steffi (1986, 1987)
- Grammel, Sascha, Internetabstimmung (2013)
- Grande, Ariana (2014)
- Granger, Stewart (1949, 1950)
- Gray, Linda (1982)
- Gray, Macy (2001)
- Greene, Lorne (1969)
- Griem, Helmut (1961, 1976)
- Gross, Johannes (1983)
- Grunert, Manfred (1986)
- Grzimek, Bernhard (1973)
- Gute Zeiten, schlechte Zeiten (1999)
- Gutsche, Torsten René (1992)
- Gütt, Dieter (1969)

## H
- Haase, Jella (2024)
- Häberlein, Chris (1992)
- Hænning, Gitte (1984)
- Hämmerle, Jonas für Wickie und die starken Männer (2009)
- Hänsch, Theodor W. (2005)
- Hagman, Larry (1983)
- Hahn jr., Carl (1991)
- Hainer, Herbert (2003)
- Hajek, Andreas (1992)
- Haley, Alex (1979)
- Hallervorden, Dieter (1981)
- Handke, Peter (1978)
- Hanks, Tom (2004)
- Hartwig, Wolf C. (1977)
- Harvey, Lilian (1967)
- Hase, Dagmar (1992)
- Hasselhoff, David (1990)
- Hauser, Bodo von Frontal (1995)
- Haußmann, Leander (1996)
- Hawn, Goldie (1999)
- Hayek, Salma (2012)
- Heesters, Johannes (1967, 1987, 1990, 1997, 2003, 2007–2011)
- Heidenreich, Elke (2003)
- Heinemann, Gustav (1970)
- Heino (1990) (2011 Rückgabe)
- Heinz, Christian (1994)
- Heller, André (1986)
- Hellwig, Maria und Margot (1990)
- Henckel von Donnersmarck, Florian (2009)
- Hendricks, Barbara (1992)
- Henkel, Heike (1991, 1992)
- Henn, Christian (1997)
- Henssler, Steffen (2015)
- Hepburn, Audrey (1991)
- Heppner, Jens (1997)
- Herbig, Michael (2008, 2009 für Wickie und die starken Männer)
- Herfurth, Karoline (2023)
- Herzog, Christiane (1998)
- Herzsprung, Hannah (2010)
- Heston, Charlton (1964)
- heute-show (2014)
- Heym, Stefan (1975, 1982, 1990)
- Heynckes, Jupp (2013)
- Hildebrand, Timo (2003)
- Hilfiger, Tommy (2008)
- Hilgers, Michael (1992)
- Hill, Martina (2012)
- Hill, Terence (1975)
- Hinz, Werner (1968)
- Hirschbiegel, Oliver (2009)
- Hoeneß, Uli (2009)
- Hoenig, Heinz (1998)
- Hörbiger, Christiane (1992)
- Hoet, Jan (1992)
- Hoffmann, Klaus (1977)
- Hoffmeister, Reinhard (1971)
- Hofmann, Peter (1983, 1990)
- Hohlmeier, Monika (1988)
- Holst, Johan Joergen (1993)
- Hopp, Dietmar (1995)
- Hoppe, Marianne (1965)
- Horn, Guildo (1998)
- Horney, Brigitte (1965)
- Houston, Whitney (1999)
- Hoyer, Jochen (1996)
- Hudson, Rock (1958, 1960, 1961, 1962, 1963)
- Hübner, Heinz Werner (1973)
- Hüls, Ewald (1998)

## I
- Identifizierungskommission (2005)
- Illner, Maybrit (2002, 2007)
- Immendorf, Jörg (2006)
- In aller Freundschaft, Fernsehserie – Publikumsbambi (2014)

## J
- Jaehn, Felix (2016)
- Jaenicke, Anja (1984)
- Jackson, Michael (2002)
- Jackson, Samuel L. (2006)
- Jacob, Katerina (1978)
- Jacobsson, Ulla (1956)
- Jakosits, Michael (1992)
- Janson, Horst (1974)
- Jauch, Günther (1990, 2001)
- Jelzin, Boris (1991)
- Jerusalem, Siegfried (1996)
- John, Elton (2004)
- Jones, Tom (2000)
- Joop, Wolfgang (2009)
- Juli (2006)
- Jürgens, Stefan (1994)
- Jürgens, Udo (1984, 1994, 1999, 2013)
- Juhnke, Harald (1970, 1990, 1992)

## K
- K., Tina (2012)
- Kaas, Patricia (1991)
- Kabel, Heidi (1989, 1990, 2004)
- Kahn, Oliver (2001, 2006)
- Kammerer, Felix (2023)
- Kassmann, Klaus Wilhelm (1971)
- Katzman, Leonard (1987)
- Kaufmann, Jonas (2014)
- Kaul, Niklas (2019)
- Kegel, Oliver (1992)
- Kekilli, Sibel (2004)
- Keller, Marthe (1977)
- Kelly Family, The (1995)
- Kempowski, Walter (1980)
- Kennedy, Nigel (1991)
- Kerber, Angelique (2016)
- Kerkeling, Hape (1991, 2007)
- Kern, Hans-Werner (1997)
- Kerner, Johannes B. (2004, 2005)
- Kienzle, Ulrich von Frontal (1995)
- Kinder brauchen uns (2007)
- Kingsley, Ben (1994)
- Kinski, Nastassja (1978)
- Klitschko, Vitali und Klitschko, Wladimir (2005, 2009)
- Kloeppel, Peter (1997, 2008 – Publikumspreis)
- Klose, Miroslav (2014)
- Kluge, Alexandra (1967)
- Klum, Heidi (2003, 2015)
- Knauth, Michael (1992)
- Knef, Hildegard (2001)
- Knör, Jörg (1998)
- Knuth, Gustav (1967, 1968, 1980)
- Koch, Alexander (1992)
- Koch, Corinna (IDKO) (2005)
- Koch, Sebastian (2006)
- Köppen, Kerstin (1992)
- Köster, Gaby (1998)
- Kohl, Hannelore (1985)
- Kohl, Helmut (2009)
- Kollek, Teddy (1989)
- Kowa, Viktor de (1964)
- Krabbe, Katrin (1990)
- Krahl, Hilde (1965)
- Kraus, Peter (1990)
- Kreuzer, Lisa (1978)
- Król, Joachim (1994)
- Kronzucker, Dieter (1979, 1984, 1990)
- Kross, David (2013)
- Kroos, Toni (2024)
- Krug, Manfred (1984, 1990)
- Kruger, Diane (2004)
- Krüger, Hardy (2008)
- Krüger, Mike (1984, 1990, 1998)
- Krupp – Eine deutsche Familie, dreiteiliger Fernsehfilm – Publikumspreis (2009)
- Kubitschek, Ruth Maria (1987, 2011)
- Kulenkampf, Hans-Joachim (1969)
- Kuhnt, Dietmar (RWE) (2002)
- Kupsch, Anita (1990)
- Kurtz, Oliver (1992)

## L
- Lady Gaga (2011)
- Lagerfeld, Karl (1989, 2005)
- Lahm, Philipp (2014)
- Landon, Michael (1969)
- Lang Lang (2014)
- Lange, Patrick (2018)
- Langer, Bernhard (1987)
- Larsson, Zara (2023)
- Lauterbach, Heiner (1997)
- Lehmann, Jens (2006)
- Leipnitz, Harald (1968)
- Lembke, Robert (1985)
- Lemper, Ute (1987)
- Leuwerik, Ruth (1953, 1959, 1960, 1961, 1962)
- Levshin, Alina (2012)
- Lewis, Leona (2008)
- Ley, Wolfgang (2000)
- Liefers, Jan Josef (2003)
- Lindenberg, Udo (2010, 2016)
- Lindenstraße (1989)
- Lindgren, Astrid (1981)
- Lindner, Patrick (1991)
- Link, Caroline (2009)
- Lippe, Jürgen von der (1996)
- Lockwood, Margaret (1949)
- Lollobrigida, Gina (1957, 1958, 1959, 1960, 1987, 1990)
- Longoria, Eva (2007)
- Lopez, Jennifer (2000)
- Loren, Sophia (1961, 1962, 1963, 1964, 1965, 1967, 1968, 1969, 2007)
- Lorenzo, Giovanni di (1992)
- Löw, Joachim (2010 mit dem Trainerstab der deutschen Fußballnationalmannschaft), (2016)
- Lucilectric (1994)
- Lukas, Florian (2003)
- Lüttge, Martin (1975)
- Lumley, Michael, BBC (1982)

## M
- Mathilde d’Udekem d’Acoz Königin von Belgien, in der Kategorie Charity (2019)
- Lorin Maazel (1983)
- Vanessa-Mae (1995)
- Kurt Maetzig (1948)
- Peter Maffay (1980, 2003, 2023)[3][4]
- Michael Maien (1965)
- Heike Makatsch (1996, 2003, 2006)
- Karl Malden (1979)
- Nelson Mandela (2004)
- Männerherzen … und die ganz ganz große Liebe, Fernsehfilm (2011)
- Jean Marais (1948, 1955, 1956, 1957)
- Jane March (1992)
- Yusra und Sarah Mardini (2016)
- Bjarne Mädel (2019)
- Margarete Steiff, Fernsehfilm – Publikumspreis (2006)
- Marianne und Michael (1990)
- Marie-Luise Marjan (1989)
- Helmut Markwort (1989)
- Pamela Sue Martin (1984)
- Mary von Dänemark (2014)
- Henry Maske (1995, 2007)
- Kurt Masur (1990)
- Mireille Mathieu (1972, 1973, 1987)
- Torsten May (1992)
- Sabine von Maydell (1975)
- Christian Mayerhöfer (1992)
- Joseph Mazzello (1993)
- MDR (2002)
- Sven Meinhardt (1992)
- Hans Meiser (1993)
- Frederic Meisner (1991)
- Wolfgang Menge (1974)
- Reinhold Messner (2000, 2024)
- Michael Metz (1992)
- Christian Meyer (1992)
- Hubert von Meyerinck (1967)
- Ulrike Meyfarth (1984)
- Inge Meysel (1968, 1970, 1971, 1972, 1973, 1990)
- Meredith Michaels-Beerbaum (2005)
- Heiner Michel (1975)
- Julia Migenes (1970)
- Grazia Migliosini (2013)
- Mads Mikkelsen (2023)[5]
- Willy Millowitsch (1990, 1992)
- Bernhard Minetti (1993)
- Kylie Minogue (2001)
- Brigitte Mira (1992)
- Cameron Mitchell (1970)
- Rosi Mittermaier (1977, 1990)
- Projekt „MitternachtsSport“ (2013)
- Modern Talking (1998)
- Liz Mohn (1996)
- Karl Moik (1990)
- John de Mol (2000)
- Linda de Mol (1992)
- Ursela Monn (1979)
- Yves Montand (1976)
- Roger Moore (1973, 1990)
- Bruno Moravetz (1980)
- Giorgio Moroder (1984, 1988)
- Ruth Moschner (2015)
- Dr. Motte (1999)
- Anna Maria Mühe (2016)
- Ulrich Mühe (1992)
- Kerstin Müller (1992)
- Armin Mueller-Stahl (2007)
- Marius Müller-Westernhagen (1992)
- die Stadt München (1992)
- Jana und Sophia Münster (2010)
- Gerd K. Müntefering (1973)
- Kristina Mundt (1992)
- Ornella Muti (1981)
- Anne-Sophie Mutter (1987)

## N
- ’N Sync (1997)
- Nawalny, Alexei (2023)
- Nekes, Werner (1968)
- Netrebko, Anna (2006)
- Neubauer, Christine (2008)
- No Angels (2001)
- Nontschew, Mirco (1994)
- Nowottny, Friedrich (1976)

## O
- O’Barry, Ric (2011)
- Obermann, Emil (1978)
- Ochsenknecht, Uwe (1992)
- Ode, Erik (1970, 1971, 1972, 1975)
- Ohrner, Thomas (1980)
- One Direction (2012)
- Öner, Ismail für das Projekt „MitternachtsSport“ (2013)
- Oxenberg, Catherine (1986)
- Özil, Mesut (2010)

## P
- Paltrow, Gwyneth (2011)
- Papke, Ulrich (1992)
- Papperitz, Doris (1990)
- Paudler, Maria (1968)
- Peck, Gregory (1953)
- Pelé (2005)
- Penk, Wolfgang (1984)
- Peschel, Uwe (1992)
- Peter, Birgit (1992)
- Petersen, Wolfgang (1984, 1995, 1997)
- Pfau, Ruth (2012)
- Pflaume, Kai (2003, 2017)
- Pilcher, Rosamunde (1997)
- Pisek, Sarah (2011)
- Pizarro, Claudio (2018)
- Placido, Michele (1989)
- Plasberg, Frank (2008)
- Plate, Christina (1988)
- Pleitgen, Ulrich (1994)
- Podgorski, Teddy (1980)
- Pohl, Kalle (1998)
- Portwich, Ramona (1992)
- Postel, Sabine (1994)
- Potente, Franka (1998)
- Power, Tyrone (1952)
- Prack, Rudolf (1949, 1950)
- Preuß, Josefine (2014)
- Prochnow, Jürgen (1988)
- Proske, Uwe (1992)
- Pulver, Liselotte (1963, 1964, 1965, 1967, 1968, 1990, 2018)
- Pur (1996)

## Q
- Quadflieg, Will (1995)
- Quinn, Freddy (1959, 1960)

## R
- Stefan Raab (2008)
- Wolfgang Rademann (1982, 1985, 1990)
- Aram Radomski (2009)
- Friedrich Wilhelm Räuker (1984)
- Eros Ramazzotti (1997)
- Rania von Jordanien (2007)
- Klaus Rathert (1998)
- Jonas Reckermann (2012)
- Keanu Reeves (2008)
- Carolin Reiber (1987, 1990)
- Marcel Reich-Ranicki (1989)
- Herbert Reinecker (1969)
- Ulrich Reinthaller (1995)
- Marion Reiß (Technisches Hilfswerk) (2005)
- Christopher Reitz (1992)
- Silke Renk (1992)
- Brian Rennie (2000)
- „Report“-Redaktion Baden-Baden (1983)
- Wladimir Resnitschenko (1992)
- Rettungshundestaffel Augsburg e. V. (1999)
- Michael Rich (1992)
- Ariana Richards (1993)
- Rudolf Rieder (1997)
- Katja Riemann (1994, 2007)
- Helmut Ringelmann (1975)
- Riverdance (1998)
- Meg Ryan (2008)
- Pernell Roberts (1969)
- Armin Rohde (2003)
- Marika Rökk (1948, 1968, 1987, 1990, 1998)
- Ralf Rönckendorf, Sonderpreis der Jury (2011)
- Joachim Roering (1968)
- Annie Rosar (1961)
- Nico Rosberg (2014)
- Rosenstolz (2011)
- Hans Rosenthal (1973)
- Petra Rossner (1992)
- Anneliese Rothenberger (1971, 1974)
- Ruder-Achter (1988)
- Heinz Rühmann (1962, 1963, 1964, 1965, 1967, 1968, 1969, 1971, 1972, 1973, 1978, 1984)
- Gerd Ruge (1970, 1971)
- Tina Ruland (1994)
- Karl-Heinz Rummenigge (1981)
- Jennifer Rush (1988)

## S
- 7 Tage, 7 Köpfe (1998)
- Anwar as-Sadat (1978)
- Stefan Saliger (1992)
- Jil Sander (1997)
- Sasha (1999)
- Katrin Sass (2003)
- Telly Savalas (1975)
- Projekt „Save the Elephants“ (2016)
- Marianne Sägebrecht (1989)
- Wolfgang Schäuble (1991)
- Antje Schaeffer-Kühnemann (1982)
- Lore Schaffer (Technisches Hilfswerk) (2005)
- Michael Schanze (1973, 1980, 1990)
- Max Schautzer (1990)
- Mildred Scheel (1976)
- Siegbert Schefke (2009)
- Karla Schefter (2001)
- Maria Schell (1951, 1952, 1953, 1955, 1956, 1957, 1987, 2002)
- Maximilian Schell (2002, 2009)
- Heinz Schenk (1990)
- Grete Schickedanz (1992)
- Claudia Schiffer (1991)
- Tom Schilling (2013)
- Christoph Schlingensief (2010)
- Schlussmacher, Kinofilm (2013)
- Max Schmeling (1990, 1999)
- Birgit Schmidt (1992)
- Harald Schmidt (1993, 1997)
- Helmut Schmidt (2011)
- Sybille Schmidt (1992)
- Arnd Schmitt (1992)
- Anna Christine Schmitz (1994)
- Eberhard Schoener (1992)
- Peter Scholl-Latour (1974, 1980, 1990)
- Günther Schramm (1970, 1971, 1972, 1975)
- Margarethe Schreinemakers (1992)
- Jürgen Schrempp (2004)
- Der Schuh des Manitu (2001)
- Michael Schulte (2018)
- Michael Schumacher (1993, 2014)
- Ralf Schumann (1992)
- Tanja Schumann (1994)
- Jessica Schwarz (2009)
- Arnold Schwarzenegger (1996, 2017)
- Alice Schwarzer (2004)
- Til Schweiger (1994, 1995, 2005, 2008 für Keinohrhasen)
- Matthias Schweighöfer (2007, 2013 für Schlussmacher)
- Esther Schweins (1994)
- Bastian Schweinsteiger (2016)
- Hanna Schygulla (1981, 1984)
- Scissor Sisters (2006)
- Seal (2004)
- Uwe Seeler (1971)
- Rolf Seelmann-Eggebert (1992)
- Steffen Seibert (2005)
- Silvia Seidel (1988)
- Rudolf Seiters (1990)
- Helma Seitz (1970, 1971, 1972, 1975)
- Edgar Selge (2009)
- Wolfgang Sell (2014)
- Manfred Sellge (1975)
- Shakira (2009)
- Omar Sharif (1969)
- Ralph Siegel (1980)
- Siegfried und Roy (1991)
- Heinz Sielmann (1983, 1990)
- Bernd Siggelkow (2024)
- Florian Silbereisen (2016)
- Silbermond (2009)
- Silvia von Schweden (2006)
- Jean Simmons (1950)
- Heide Simonis (1993)
- Sabine Sinjen (1958, 1959)
- Hella von Sinnen (1990)
- Giuliana De Sio (1987)
- Erich Sixt (1998)
- Mark Slade (1970)
- Hans Söhnker (1965)
- Elke Sommer (1967, 1968)
- Ursula Späth (1987)
- Britney Spears (2008)
- Jutta Speidel (1978)
- Ingo Spelly (1992)
- Bud Spencer (1975)
- Spice Girls (1997)
- Spider Murphy Gang (1983)
- Ingrid Steeger (1990)
- Julia Stegner (2005)
- Michael Steinbach (1992)
- Matthias Steiner (2008)
- Stefan Steinweg (1992)
- Bernd Stelter (1998)
- Michael Stenger (2014)
- Amii Stewart (1980)
- Edmund Stoiber (1993)
- Dieter Stolte (1983)
- Günter Strack (1988, 1990)
- Jean-Marie Straub (1968)
- Gabriele Strehle (2002)
- Devid Striesow (2016)
- Robert Stromberger (1981)
- Rita Süssmuth (1988)

## T
- Tagesschau-Redaktion (1971)
- Horst Tappert (1979, 1990, 1998)
- Elizabeth Taylor (1968)
- Technisches Hilfswerk (2005)
- Team des Deutschen Kanu-Verbandes (2004)
- Teddy Teclebrhan (2024)
- Sabriye Tenberken (2000)
- Jan-Peter Tewes (1992)
- Andreas Tews (1992)
- Monica Theodorescu (1992)
- Charlize Theron (2000)
- Wim Thoelke (1970)
- Helmut Thoma (1990)
- Friedrich von Thun (1999)
- Uma Thurman (2014)
- Nadja Tiller (2006)
- Andreas Toba – Publikumsbambi (2016)
- Tom Toelle (1971)
- Tokio Hotel (2005)
- Vico Torriani (1990, 1995)
- Georg Totschnig (1997)
- Cordula Trantow (1963)
- Will Tremper (1963)
- Georg Stefan Troller (1990)
- Nora Tschirner (2008)
- Türkisch für Anfänger (2012)
- Mercan Türkoğlu (2012)
- Stabsunteroffizier Inga Tüxen (1997)
- Ulrich Tukur (2012)
- Dietlinde Turban (1983)
- Der Turm (2012)
- Shania Twain (2004)
- Tom Tykwer (2006)
- (T)Raumschiff Surprise „Die Besatzung“ (2004)
- Chris Tall (2019)

## U
- U2 (2014)
- Uhl, Nadja (2003, 2013)
- Uhlen, Susanne (1976)
- Ullmann, Liv (1976)
- Ullrich, Jan (1997, 2003)
- Ullrich, Luise (1963)
- Um Himmels Willen, Fernsehserie – Publikumswahl (2010)
- Unheilig (2010)
- Untergang, Der (2004)
- Uphoff, Nicole (1992)
- Ustinov, Peter (1994)

## V
- Valente, Caterina (1990, 1995, 2005)
- Valérien, Harry (1972, 1979, 1990, 2005)
- Valle, Diego della (2001)
- Väth, Sven (2024)
- Verhoeven, Simon (2011)
- Versace, Donatella (2004)
- Versini, Marie (1967)
- Vogel, Bernhard (1984)
- Volkert, Stephan (1992)
- Völler, Rudi (2002)

## W
- Otto Waalkes (1976, 1982, 1985, 1990, 2015)
- Heinrich Wänke (1997)
- Andrzej Wajda (1973)
- Luggi Waldleitner (1979)
- Fritz Walter (1990)
- Christoph Waltz (2009)
- Andreas Walzer (1992)
- Markus Wasmeier (1994)
- Tim Wassmann (1999)
- Andrew Lloyd Webber (1987)
- Jürgen Weber (1994, 2003)
- Peter Weck (1984, 1990)
- Dieter Wedel (2002)
- Thorsten Weidner (1992)
- Nora Weißbrod (2014)
- Florian Wellbrock
- Ingo Weißenborn (1992)
- Wim Wenders (1977)
- Horst Wendlandt (1963, 1964, 1966, 1987)
- Elmar Wepper (1990)
- Fritz Wepper (1970, 1971, 1972, 1975, 1990)
- „Wer wird Millionär?“-Prominentenspecial (2004)
- Helmut Werner (1996)
- Isabell Werth (1992)
- Paula Wessely (1963)
- Vivienne Westwood (1996)
- Igor Wetzel (2006)
- Jack White (1985)
- Bernhard Wicki (1962)
- Wickie und die starken Männer (2009)
- Thekla Carola Wied (1984, 1990)
- Mathias Wieman (1965)
- Kim Wilde (1993)
- Robbie Williams (2013, 2016, 2024)
- André Willms (1992)
- Hans Günter Winkler (1990)
- Franz Peter Wirth (1970)
- Ben Whishaw (2006)
- Kate Winslet (2009)
- Katarina Witt (1988)
- Christine Wodetzky (1979)
- Johanna Wokalek (2008)
- Edmund Wolf (1976)
- David Wolper (1984)
- Christoph Wonneberger (2009)
- Sönke Wortmann (1994, 2006)
- Klausjürgen Wussow (1985)
- Wunder von Lengede, Das (2003)
- „Wünsch Dir was“-Team (1972)

## Z
- Zabel, Erik (1997)
- Zacharias, Helmut (1995)
- Zahn, Peter von (1990)
- Zarrella, Giovanni (2023)
- Ziehm, Udo (1999)
- Ziemann, Sonja (1950, 1990)
- Zimmermann, Eduard (1990)
- Zimmermann, Fred (1978)
- Zumwinkel, Klaus (2000)